# Mezipatra
Mezipatra jsou queer filmový festival uvádějící české i zahraniční filmy s gay, lesbickou, bisexuální a transgender tematikou. Proklamovaným smyslem festivalu je „prostřednictvím queer programu a jeho reflexe rozšiřovat vnímavým divákům v České republice prostor pro objevování různorodosti genderových a sexuálních identit“. Festival probíhá tradičně v Praze, Brně a formou festivalových ozvěn pak v dalších městech, např. Ostravě, Olomouci, Plzni, Pardubicích nebo Českých Budějovicích.
V průběhu roku pořadatelé festivalu organizují v Praze také cyklus projekcí zvaný Mezipatra Approved uvádějící snímky z předchozích ročníků. Navíc se v srpnu účastní Prague Pride, a to nejen v průvodu městem, ale i skrze doprovodný program – letní kino a tematické diskuse. V roce 2019, před 20. ročníkem festivalu, pořadatelé oznámili také zahájení kinodistribuce queer filmů do českých kin.

## Historie
Festival byl založen v roce 2000 v Brně jako doprovodný program soutěže o nejsympatičtějšího českého gaye Gay Man ČR. V následujícím roce již byl pořádán jako samostatná akce – filmová přehlídka s názvem Duha nad Brnem. Od roku 2002 používal festival název Mezipatra s podtitulem český gay a lesbický filmový festival. Název Mezipatra (plurál středního rodu) odkazuje k symbolickému prostoru, ve kterém se mohou setkávat různorodí lidé bez rozdílu, a vyjadřuje festivalovou strategii spojovat diváky všech genderových a sexuálních idenit. V témže roce se festival rozrostl i do Prahy a v následujících letech také do dalších měst České republiky a Slovenska. Od roku 2009 používá festival nový podtitul queer filmový festival. Festival založilo občanské sdružení gayů, leseb a přátel STUD Brno, od roku 2013 jej na základě licenční smlouvy organizuje zapsaný spolek Mezipatra, STUD je spolupořadatelem.
Na prvním ročníku bylo uvedeno 8 hraných a dokumentárních filmů, 3 divadelní představení a 3 výstavy obrazů. Třetí ročník se již pod novým názvem „Mezipatra“ představil v Brně i Praze.
Při pátém ročníku (2004) navštívilo 8000 diváků projekce 67 filmů a dalších 20 akcí: divadelní představení, scénická čtení, výstavy i hudební produkce. Festival poprvé zdůraznil jedno hlavní téma, kterým se stalo gay a lesbické rodičovství. Ozvěny festivalu proběhly také v Hradci Králové.
Šestý ročník (2005) proběhl v Brně, Praze a poprvé i v Českém Těšíně. Filmový program doplnily 4 výstavy fotografií, 2 panelové diskuse, večer scénického čtení, literární večer, dva koncerty a 15 divadelních představení. Festival navštívilo 8500 diváků.
Sedmý ročník (2006) s tématem „Puberta“ se konal opět v Brně, Praze s ozvěnami v Českém Těšíně. Ve dvou hlavních městech proběhlo 85 projekcí a 30 akcí doprovodného programu, s celkovou návštěvností 10 500 diváků a divaček. Hostem festivalu byl John Cameron Mitchell, v porotě zasedl krom jiných Amnon Buchbinder. Festivalové ceny vytvořil Zdeněk Vacek, renomovaný designér a vítěz prestižní přehlídky designblok, předávání cen moderovala držitelka Ceny Alfréda Radoka herečka Ivana Uhlířová. Záštitu nad festivalem převzal poprvé také Václav Havel.
Osmý ročník (2007) jako hlavní téma prezentoval „Buřičství“. Celkem bylo uvedeno 95 projekcí v 9 kinosálech. Ozvěny festivalu proběhly v Českém Těšíně, Olomouci a v Bratislavě. Festivalovou znělku vytvořil český vizuální umělec Michal Pěchouček, držitel prestižní Ceny Jindřicha Chalupeckého.
Devátý ročník (2008) nesl motto „Život po...“ a představil tak osudy neokázalých hrdinů a hrdinek po změně pohlaví, po diagnóze, po ztrátě partnerky či partnera. Znělku festivalu vytvořil režisér Janek Růžička, autorem grafického vizuálu byl Martin Hrdina. V retrospektivě filmů festival představil režiséra Rosu von Praunheim.
Tématem desátého ročníku (2009) byla „Třetí světová válka pohlaví“. Filmy a akce doprovodného programu mapovaly stereotypní představy o genderových rolích, které společnost připisuje biologické odlišnosti. Retrospektiva byla věnována režisérovi Dereku Jarmanovi. Nový logotyp a vizuál festivalu navrhl Jan Kolář, držitel Národní ceny za design. Znělku festivalu natočil režisér Mark Ther.
Jedenáctý ročník festivalu (2010) představil téma „High art“ spolu s dvěma osobnostmi, režisérkou Barbarou Hammer a choreografem Matthew Bournem. Autorem festivalové znělky byl držitel ceny Jindřicha Chalupeckého Radim Labuda.
Dvanáctý ročník (2011) byl uveden festivalovou znělkou od režisérky Tamary Moyzes s hudbou Moimira Papalescu a hlasem Alexandra Hemaly v duchu hlavního tématu „Cestování časem“. Hlavním hostem byl britský režisér Todd Haynes, jehož retrospektivu spolu s filmy Toma Kalina festival uvedl.
Tématem třináctého ročníku (2012) bylo vyhlášeno „Moc, manipulace a šílenství“. Autory ročníkového vizuálu byli Zdeněk Vacek a Daniel Pošta. Znělku natočil opět režisér Janek Růžička. Poprvé v historii začínal festival v Praze a vyvrcholení s vyhlášením divácké ceny proběhlo v Brně.
Čtrnáctý ročník (2013), jehož tématem byly „Pravdivé lži“, uvítal režisérku Annu Margaritu Albelo či dokumentaristu Tima Lienharda. Autorem znělky byl Jakub Šmíd.
Patnáctý ročník (2014) byl uveden sloganem „Dokud nás smrt nerozdělí“ a znělku k němu natočil Štěpán FOK Vodrážka. Mezi hosty byli Eli Levén, Monika Treut či ruští dokumentaristé Askold Kurov a Pavel Loparev. Zvláštností byla např. projekce Teddym oceněného snímku „V jeho očích“ pro zrakově postižené s dabingem a popisem děje.
Šestnáctý ročník (2015) měl svým sloganem „Dny, které otřásly světem“ odkazovat k filmu Ejzenštejn v Guanajuatu režiséra Petera Greenawaye, uvedenému v hlavní soutěži festivalu, resp. k samotnému Sergeji Ejzenštejnovi a jeho vlastnímu snímku Deset dní, které otřásly světem. Festivalovou znělku natočil opět Jakub Šmíd, s herci Stanislavem Majerem a Janem Nedbalem. Celkem bylo do programu zařazeno 66 hraných a dokumentárních filmů.
Sedmnáctý ročník festivalu (2016) měl za téma „Hranice volnosti“ a proběhl 3.–10. listopadu v Praze, 11.–18. listopadu v Brně a poté formou ozvěn v dalších městech. Představil 64 hraných a dokumentárních filmů. Plakát k festivalu s fotografií Michaely Karásek-Čejkovové graficky zpracoval Marius Corradini / Side 2. O festivalovou znělku se postarala herečka, režisérka a hudebnice Johana Švarcová. V doprovodném programu byly i diskuse, speciální projekce, party nebo výstavy. Speciálními hosty byli koproducent seriálu Transparent Rhys Ernst, jeden z autorů dokumentu Chemsex William Fairman nebo newyorská režisérka a queer aktivistka Nneka Onuorah.
Tématem osmnáctého ročníku (2017) se stalo „Sami za sebe“. Festival byl ohlášen na termín od 2. do 9. listopadu v Praze a od 10. do 17. listopadu v Brně, následovaný ozvěnami v Olomouci, Hradci Králové a Českém Krumlově.
Devatenáctý ročník (2018) se uskutečnil 8. až 15. listopadu v Praze, kde probíhal v kinech Lucerna, Světozor a Kino Pilotů, a 16. až 23. listopadu v Brně v kinech Scala a NoArt. Programové motto znělo „Mimo realitu“, filmy podřízené tomuto tématu se zaměřovaly na svět fantazie.
Jubilejní dvacátý ročník festivalu (2019) se dle svého sloganu nesl „V proudu změn“. Proběhl 7.–14. listopadu v Praze a 15.–22. listopadu v Brně. Odtud se přesunul na festivalové ozvěny do Olomouce, Ostravy a Napajedel. Poprvé proběhlo navíc i ohlédnutí za festivalem v Praze, kde se uskutečnily ozvěny krátkých filmů. Tento rok došlo také k založení distribuční značky Queer Kino, která si dala za cíl dostávat queer filmy do českých kin po celý rok.
Dvacátýprvní ročník (2020) byl poznamenán koronavirovou pandemií. Naplánován byl na 5.–12. listopadu v Praze a 14.–21. listopadu v Brně, uskutečnil se však pod heslem „Zotavení“ celý online. Nově byly do hlavní soutěže zařazeny také dokumentární filmy. Na internetu byl vysílán také doprovodný program festivalu.
Dvaadvacátý ročník (2021) festivalu byl prezentován jako „Oslav života“. Proběhl v Praze 4.–11. listopadu, v Brně 13.–20. listopadu a ve formě festivalových ozvěn i v Olomouci. Své filmy uvedli režiséři hlavní soutěže celovečerních snímků Timothy Hall (Vzdálená) a Daniel Sánchez López (Před odletem), dokumentaristka Yana Ugrekhelidze (Návod k přežití), umělec Aleksandr M. Vinogradov (Bare) nebo autor krátkých snímků Dawid Ullgren (Země svobody).
Dvacátý čtvrtý ročník (2023) se dle sloganu ocital „Na rozcestí“. V Praze se konal 2.–9. listopadu, v Brně 10.–17. listopadu. Slavnostní zahájení proběhlo v pražském kině Lucerna, na úvod moderátorského dua Buchty navázala projekce italského snímku Ohňostroje. V programu se celkem představilo 69 hraných, dokumentárních i krátkých filmů.
V roce 2024 festival oslavil svoji čtvrtstoletou existenci a tématem „Queer osvobozuje“ připomněl někdejší přejmenování z gay a lesbického na queer filmový festival u příležitosti svého 10. ročníku. Dvacátý pátý ročník se konal v Praze od 7. do 14. listopadu 2024 a v Brně od 15. do 22. listopadu 2024. Režisérkou znělky s motivem sedmi barev duhy byla Lenka Karaka. Festival uvedl 25 celovečerních (z nich 10 soutěžních) a 48 krátkometrážních (z nich 41 soutěžních) filmů. Svoji retrospektivu osobně uvedl argentinský filmař Marco Berger.

## Vítězné filmy
Od 4. ročníku udělují dvě mezinárodní poroty ocenění nejlepším filmům:

### Cena hlavní poroty pro nejlepší celovečerní hraný film
- 2003: Oi! Warning (Oi! Warning, r. Benjamin a Dominik Reding, Německo)
- 2004: Miluji Tě? (Do I Love You?, r. Lisa Gornick, VB)
- 2005: Medvídě (Cachorro, r. Miguel Albaladejo, Španělsko)
- 2006: Něco úplně nového (Whole New Thing, r. Amnon Buchbinder, Kanada)
- 2007: Svědkové (Les témoins, r. André Téchiné, Francie)
- 2008: Můj přítel z Fara (Mein Freund aus Faro, r. Nana Neul, Německo)
- 2009: Umřít jako muž (Morrer como un homem, r. João Pedro Rodrigues, Francie/Portugalsko)
- 2010: 80 dní (80 Egunean, r. Jon Garaño & José Mari Goenaga, Španělsko)
- 2011: Trigger (Trigger, r. Bruce McDonald, Kanada)
- 2012: Neodcházej (Keep the Lights On, r. Ira Sachs, USA)[36]
- 2013: Rosie (Rosie, r. Marcel Gisler, Německo)
- 2014: Něco se musí zlomit (Nånting måste gå sönder, r. Ester Martin Bergsmark, Švédsko)[37]
- 2015: Navždy pannou (Vergine giurata, r. Laura Bispuri, Itálie/Švýcarsko/Albánie/Německo)[38][39]
- 2016: Ornitolog (O Ornitólogo, r. João Pedro Rodrigues, Portugalsko, Francie, Brazílie)[40]
- 2017: Plážoví flákači (Beach Rats, r. Eliza Hittman, USA)
- 2018: Jsme zvířaty (We the Animals, r. Jeremiah Zagar, USA)[41]
- 2019: Adam (Adam, r. Rhys Ernst, USA)[42][43]
- 2020: Nic ve zlým (Futur Drei, r. Faraz Shariat, Německo).[44]
- 2021: Jumbo (Jumbo, r. Zoé Wittock, Francie)[45]
- 2022: Pět ďáblů (Le Cinq diables, r. Léa Mysius, Francie)[46]
- 2023: Paví tanec (Gong-jak-sae, r. Sung-bin Byun, Jižní Korea)[47][48]
- 2024: Sólo (Solo, r. Sophia Dupuis, Kanada)[49][50]

### Cena studentské poroty pro nejlepší krátký hraný film
- 2004: Tlusté rty, tenké rty (Thick Lips Thin Lips, r. Paul Lee, Kanada)
- 2005: Zamilované noci (Nights in Love / Kär i natten), r. Hakon Liu, Švédsko)
- 2006: Mimořádná nabídka (Offerte speciali, r. Gianni Gatti, Itálie)
- 2007: Kdo je tady dominantní? (Who's the Top?, r. Jennie Livingston, USA)
- 2008: Islandský zápas (Bræðrabylta / Wrestling, r. Grímur Hákonarson, Island)
- 2009: Zrádce (Haboged, r. Tomer Velkoff, Izrael)
- 2010: Tom (Tom, r. Nimrod Shapira, Izrael)
- 2011: Dvě postele (Two Beds, r. Kanoko Wynkoop, USA)
- 2012: Dont brejk maj Turbofolk hart (Dont brejk maj Turbofolk hart, r. Miona Bogovic, Srbsko/Německo)
- 2013: Svlékni mě (Ta av mig, r. Victor Lindgren, Švédsko)
- 2014: Taková normální korejská rodinka (Vacance, r. Hyun-Ju Lee, Jižní Korea)
- 2015: 9:55–11:00, Ingrid Ekman, bytem Bergsgatan 4B (9:55–11:00, Ingrid Ekman, Bergsgatan 4B, r. Cristine Berglund a Sophie Vukovic, Švédsko)
- 2016: Díky za všechno (Takk for turen, r. Henrik Martin Dahlsbakken, Norsko)
- 2017: Tranzice (Tranzicija, r. Milica Tomović, Srbsko)
- 2018: Zahřívací kolo (Pre-Drink, r. Marc-Antoine Lemire, Kanada)[41]
- 2019: Život není peříčko (Miss Inga Issues, r. Dawid Ullgren, Švédsko)[42]
- 2020: Hugo v 18:30 (Hugo 18h30, r. Helloco Simon a Maciver James, Francie).[44]
- 2021: Syn Sodomy (Son of Sodom, r. Thea Montoya, Kolumbie)
- 2022: Warsha (Warsha, r. Dania Bdeir, Francie-Libanon)[46]
- 2023: Bezesná noc (Nuit Blonde, r. Gabrielle Demers, Kanada)[47][51][52]
- 2024: Kafe grep kakao (Café Pamplemousse Cacao, r. Dominique Preusse, Francie)[49][53]

### Cena publika pro nejlepší celovečerní hraný film
- 2001: Vše o mé matce (Todo sombre mi madre, r. Pedro Almodóvar, Španělsko/Francie)
- 2002: Ignoranti (aka Falešné vztahy, Le fate ignoranti, r. Ferzan Özpetek, Itálie/Francie)
- 2003: Je láska láska? (Tillsammans, r. Lukas Moodysson, Švédsko/Dánsko/Itálie)
- 2004: Mambo Italiano (Mambo Italiano, r. Émile Gaudreault, USA/Kanada)
- 2005: Supper Man (Supper Man, r. Albert Vlk, Slovensko)
- 2006: Něco úplně nového (Whole New Thing, r. Amnon Buchbinder, Kanada)
- 2007: Bublina (The Bubble / Ha-Buah, r. Eytan Fox, Izrael)
- 2008: Snídaně se Scotem (Breakfast with Scot, r. Laurie Lynd, Kanada)
- 2009: Patrik, věk 1,5 (Patrik 1,5, r. Ella Lemhagen, Švédsko)
- 2010: Saša (Sasha, r. Dennis Todorović, Německo)
- 2011: Víkend (Weekend, r. Andrew Haigh, VB)
- 2012: Místy oblačno (Cloudburst, r. Thom Fitzgerald, Kanada)[54]
- 2013: Každým dnem (Any Day Now, r. Travis Fine, USA)
- 2014: Putinovy „Děti 404“ (Дети-404, r. Askold Kurov a Pavel Loparev, Rusko)[55]
- 2015: Antonia (Antonia, r. Marleen Gorris, Nizozemsko/Belgie/Velká Británie)[56]
- 2016: Irská Královna (The Queen of Ireland, r. Conor Horgan, Irsko)[57]
- 2017: Na konci světa (God's Own Country, r. Francis Lee, Velká Británie)
- 2018: Převýchova Cameron Post (The Miseducation of Cameron Post, r. Desiree Akhavan, USA)[58]
- 2019: Dokud se tančí (And Then We Danced, r. Levan Akin, Gruzie, Švédsko, Francie) [42]
- 2020: Lola (Lola vers la mer, r. Laurent Micheli, Belgie)[44]
- 2021: Zákon lásky (r. Barbora Chalupová, Česko)[59]
- 2022: Eismayer (Eismayer, r. David Wagner, Rakousko)[60][61]
- 2023: Ohňostroje (Stranizza d'amuri, r. Giuseppe Fiorello, Itálie)[51][48]
- 2024: Ještě nejsem, kým chci být (r. Klára Tasovská, ČR)[62][63]

Kromě ocenění udělily poroty v některých letech také čestná uznání.